# Franciszek Siedlecki
Franciszek Siedlecki (ur. 22 lipca 1867 w Krakowie, zm. 1 września 1934 w Warszawie) – polski malarz i grafik, autor scenografii teatralnych, krytyk sztuki oraz teatrolog reprezentujący nurt symbolizmu i secesji.

## Życiorys
Ukończył prawo na Uniwersytecie Jagiellońskim. W 1893 roku zdecydował się na studia artystyczne w Akademii Sztuk Pięknych w Monachium. Od 1894 kontynuował studia artystyczne w Académie Colarossi w Paryżu. Współpracował jako ilustrator z elitarnym czasopismem "Chimera". W 1910 objął nadzór nad graficzną szatą miesięcznika "Sfinks", a w 1911 został kierownikiem artystycznym czasopisma "Sztuka".
Akwaforty jego najważniejsze: „Miłość”, „Dama z łasicą” (według. portretu Leonarda da Vinci), „Psyche”, pejzaże fantastyczne, „Tęsknota”, portrety: Norwida, Krasińskiego i Nietzschego. Siedlecki Franciszek zajmował się również teatrem. Wydał m.in. szkic monograficzny: „Helena Modrzejewska” (1927).